# Ashley Fisher
Ashley Fisher (Wollongong, 25 settembre 1975) è un ex tennista australiano.

## Biografia
Specialista nel doppio divenne, il 22 giugno 2009, il 19º del ranking ATP. Non avendo mai giocato un match nel tabellone principale di un torneo del circuito maggiore il suo best ranking in singolare è rappresentato da una 489ª posizione, raggiunta il 24 luglio 2000.
Nel corso della sua carriera ha conquistato 4 titoli ATP in doppio, tra cui il Japan Open Tennis Championships 2006 a Tokyo, torneo che faceva parte dell'ATP International Series Gold. Gli altri suoi successi sono avvenuti al Dutch Open 2003, al China Open 2007 e all'Indianapolis Tennis Championships 2008.
Il suo miglior risultato nei tornei del grande slam è la semifinale raggiunta all'US Open 2006 dove, in coppia con lo statunitense Tripp Phillips furono sconfitti dallo svedese Jonas Björkman e dal bielorusso Maks Mirny con il punteggio di 6-1, 6-4. Nella sua carriera ha conquistato complessivamente 27 titoli in doppio, tra cui 20 vittorie in tornei challenger e 7 in tornei del circuito futures.
È stato allenato dal connazionale Glenn Irwin.

## Statistiche

### Doppio

#### Vittorie (4)
| Legenda                                                    |
| Grande Slam (0)                                            |
| Tennis Masters Cup / ATP World Tour Finals (0)             |
| ATP Masters Series / ATP Masters 1000 (0)                  |
| ATP International Series Gold (1) / ATP World Tour 500 (0) |
| ATP International Series (2) / ATP World Tour 250 (1)      |

| Numero | Data              | Torneo                                               | Superficie  | Compagno       | Avversari in Finale       | Punteggio           |
| 1.     | 14 luglio 2003    | Dutch Open, Amersfoort                               | Terra rossa | Devin Bowen    | Chris Haggard André Sá    | 6-0, 6-4            |
| 2.     | 2 ottobre 2006    | Japan Open Tennis Championships, Tokyo               | Cemento     | Tripp Phillips | Paul Goldstein Jim Thomas | 6-2, 7-5            |
| 3.     | 16 settembre 2007 | China Open 2007, Pechino                             | Cemento     | Rik De Voest   | Chris Haggard Lu Yen-hsun | 6(3)–7, 6-0, [10-6] |
| 4.     | 14 luglio 2008    | Indianapolis Tennis Championships 2008, Indianapolis | Cemento     | Tripp Phillips | Scott Lipsky David Martin | 3-6, 6-3, [10-5]    |

#### Finali perse (7)
| Numero | Data           | Torneo                                          | Superficie  | Compagno         | Avversari in Finale                    | Punteggio            |
| 1.     | aprile 2003    | Grand Prix Hassan II, Casablanca                | Terra rossa | Devin Bowen      | Frantisek Cermak Leos Friedl           | 3–6, 5–7             |
| 2.     | ottobre 2005   | Kingfisher Airlines Tennis Open, Ho Chi Minh    | Sintetico   | Robert Lindstedt | Lars Burgsmüller Philipp Kohlschreiber | 6(3)–7, 4–6, 2–6     |
| 3.     | settembre 2008 | China Open, Pechino                             | Cemento     | Bobby Reynolds   | Ross Hutchins Stephen Huss             | 5–7, 4–6             |
| 4.     | febbraio 2009  | SA Tennis Open, Johannesburg                    | Cemento     | Rik de Voest     | James Cerretani Dick Norman            | 7–6(7), 2–6, [12–14] |
| 5.     | aprile 2009    | Miami Open, Miami                               | Cemento     | Stephen Huss     | Maks Mirny Andy Ram                    | 6–2, 7–5             |
| 6.     | maggio 2009    | BMW Open, Monaco di Baviera                     | Terra rossa | Jordan Kerr      | Jan Hernych Ivo Minář                  | 4–6, 4–6             |
| 7.     | luglio 2009    | Indianapolis Tennis Championships, Indianapolis | Cemento     | Jordan Kerr      | Dmitrij Tursunov Ernests Gulbis        | 4–6, 6–3, [9–11]     |

### Tornei minori

#### Doppio

##### Vittorie (27)
| Legenda          |
| Challengers (20) |
| Futures (7)      |

| Numero | Data              | Torneo                                                           | Superficie     | Compagno             | Avversari in Finale                          | Punteggio        |
| 1.     | 12 luglio 1999    | Spain F2 1999, Alicante                                          | Terra rossa    | Enrique Abaroa       | Tim Crichton Todd Perry                      | 6-4, 2-6, 7-6    |
| 2.     | 8 novembre 1999   | Thailand F2 1999, Pattaya                                        | Cemento        | David Abelson        | Bartlomiej Dabrowski Björn Jacob             | 6-4r             |
| 3.     | 22 novembre 1999  | Bangladesh F1 1999, Rajshahi                                     | Cemento        | Minh Le              | Hendri-Susilo Pramono Febi Widhiyanto        | 6-3, 6-0         |
| 4.     | 29 novembre 1999  | Bangladesh F2 1999, Dacca                                        | Cemento        | Minh Le              | Rik De Voest W.P. Meyer                      | 6-2, 6-4         |
| 5.     | 1º maggio 2000    | Austria F1 2000, Salisburgo                                      | Terra rossa    | Tim Crichton         | Bartlomiej Dabrowski Djalmar Sistermans      | 6(8)–7, 6-3, 6-3 |
| 6.     | 10 luglio 2000    | Tennis Cup of Flanders, Ostenda                                  | Terra rossa    | Tim Crichton         | Francisco Cabello Damian Furmanski           | 6-2, 2-6, 6-1    |
| 7.     | 31 luglio 2000    | Open Castilla y Leon Trofeo Iberdrola, Segovia                   | Cemento        | Jason Weir-Smith     | Jordan Kerr Damien Roberts                   | 7–6(5), 6-1      |
| 8.     | 9 ottobre 2000    | USTA Tennis Championship of Austin, Austin                       | Cemento        | Tim Crichton         | Raemon Sluiter Dennis van Scheppingen        | 6-1, 6(6)–7, 6-0 |
| 9.     | 6 novembre 2000   | Samsung Securities Cup Challenger, Seul                          | Cemento        | Tim Crichton         | František Čermák Ota Fukárek                 | 6-4, 6-4         |
| 10.    | 26 novembre 2000  | Vietnam F1 2000, Ho Chi Minh City                                | Cemento        | Aisam-ul-Haq Qureshi | Jaroslav Levinský Michal Navrátil\| 6-4, 6-4 |                  |
| 11.    | 26 febbraio 2001  | Singapore Challenger, Singapore                                  | Cemento        | Tim Crichton         | Brandon Hawk Kyle Spencer                    | 3-6, 6-3, 6-4    |
| 12.    | 4 settembre 2001  | Curitiba Challenger, Curitiba                                    | Terra rossa    | Tim Crichton         | Emanuel Couto Pedro Pereira                  | 6-3, 6-4         |
| 13.    | 29 ottobre 2002   | Nottingham Challenger, Nottingham                                | Cemento indoor | Stephen Huss         | Scott Humphries Mark Merklein                | 6-3, 7–6(5)      |
| 14.    | 27 ottobre 2003   | Waco Challenger, Waco                                            | Cemento        | Devin Bowen          | Ryan Haviland K.J. Hippensteel               | 6-4, 7–6(4)      |
| 15.    | 30 dicembre 2003  | New Caledonia Challenger, Nuova Caledonia                        | Cemento        | Stephen Huss         | Luke Bourgeois Vince Mellino                 | 3-6, 6-4, 6-4    |
| 16.    | 16 marzo 2004     | Abierto Internacional Varonil Club Casablanca, Città del Messico | Terra rossa    | Tripp Phillips       | Federico Browne Rogier Wassen                | 6-4, 2-6, 6-3    |
| 17.    | 7 settembre 2004  | Samsung Securities Cup, Seul                                     | Cemento        | Robert Lindstedt     | Johan Landsberg Thomas Shimada               | 7-5, 7–6(0)      |
| 18.    | 20 settembre 2004 | Beijing International Challenger, Pechino                        | Cemento        | Tripp Phillips       | Justin Gimelstob Graydon Oliver              | 7-5, 7-5         |
| 19.    | 1º agosto 2005    | Vancouver Open, Vancouver                                        | Cemento        | Tripp Phillips       | Huntley Montgomery Rajeev Ram                | 7–6(6), 1-6, 6-3 |
| 20.    | 31 ottobre 2005   | Busan Challenger, Busan                                          | Cemento        | Tripp Phillips       | Sanchai Ratiwatana Sonchat Ratiwatana        | 7-5, 6-3         |
| 21.    | 14 novembre 2005  | JSM Challenger, Champaign                                        | Cemento indoor | Tripp Phillips       | Justin Gimelstob Rajeev Ram                  | 6-3, 5-7, 6-0    |
| 22.    | 29 novembre 2005  | Orlando Challenger, Orlando                                      | Cemento        | Tripp Phillips       | Alex Kuznetsov Miša Zverev                   | w/o              |
| 23.    | 30 luglio 2007    | Vancouver Open, Vancouver                                        | Cemento        | Rik De Voest         | Alex Kuznetsov Donald Young                  | 6-1, 6-2         |
| 24.    | 8 settembre 2008  | USTA Challenger of Oklahoma, Tulsa                               | Cemento        | Stephen Huss         | Rajeev Ram Bobby Reynolds                    | 7–6(4), 6-3      |
| 25.    | 27 ottobre 2008   | Busan Challenger, Busan                                          | Cemento        | Rik De Voest         | Johan Brunström Jean-Julien Rojer            | 6-2, 2-6, [10-6] |
| 26.    | 25 aprile 2011    | Sarasota Open, Sarasota                                          | Terra verde    | Stephen Huss         | Alex Bogomolov Jr. Alex Kuznetsov            | 6-3, 6-4         |
| 27.    | 10 maggio 2011    | USA F12 2011, Tampa                                              | Terra rossa    | Chris Haggard        | Clayton Almeida Joshua Zavala                | 7–6(1), 6-4      |